# Георги Георгиев (генерал-майор)
Вижте пояснителната страница за други личности с името Георги Георгиев.
Георги Ангелов Георгиев е български офицер, генерал-майор.

## Биография
Роден е на 15 ноември 1950 г. във Великотърновското село Българско Сливово.
През 1973 г. завършва Висшето народно военно училище във Велико Търново с профил „мотострелкови“. След завършването става командир на взвод, а по-късно се издига до командир на рота в тридесет и трети мотострелкови полк в Звездец.
В периода 1982 – 1986 г. последователно е оператор, началник-щаб и командир на осемдесет и втори мотострелкови полк.
От 1986 до 1989 г. е командир на петдесет и трети мотострелкови полк в Грудово.
От 1989 до 1991 г. е заместник-командир на седма мотострелкова дивизия в Ямбол.
От 1991 до 1993 г. е командир на 7 МСД - Ямбол.
В периода 1993 – 1995 г. учи в Генералщабната академия в Москва.
След завръщането си е назначен на длъжност "Командир на осемнадесета мотострелкова дивизия" в Шумен.
От 19 август 1996 г. е генерал-майор.
В периода 1 септември 1996 г. – 22 май 2001 г. е началник на Висшето военно общовойсково училище във Велико Търново.
На 7 юли 2000 г. е удостоен с висше военно звание генерал-майор.
На 22 май 2001 г. е освободен от длъжността началник на Висшето военно общовойсково училище „Васил Левски“.
Умира на 23 април 2004 г.

## Военни звания
- Лейтенант (1973)
- Генерал-майор с 1 звезда (19 август 1996)
- Генерал-майор с 2 звезди (7 юли 2000)